# Scotland Act 2012
Lo Scotland Act 2012 (in italiano: Legge sulla Scozia del 2012) è un atto del Parlamento del Regno Unito. Stabilisce emendamenti allo Scotland Act 1998, con l'obiettivo di delegare ulteriori poteri alla Scozia, in conformità con le raccomandazioni della Commissione Calman. Ha ricevuto il Royal Assent nel 2012.

## Disposizioni principali
La legge ha conferito poteri extra al Parlamento scozzese, in particolare:
- La possibilità di aumentare o diminuire l'imposta sul reddito fino a 10 centesimi per lira sterlina. Qualsiasi modifica viene applicata a tutte le fasce fiscali[2];
- Devolvere l'imposta di bollo e la tassa sulle discariche alla Scozia per sostituirle con nuove tasse specifiche per la Scozia;
- Il governo scozzese avrà poteri di prestito, fino a 5 miliardi di sterline;
- Controllo legislativo su molte altre questioni, inclusi poteri limitati relativi ai limiti alla guida in stato di ebbrezza e alle armi ad aria compressa;
- Creazione di Revenue Scotland, un'autorità fiscale per le imposte devolute scozzesi mentre l'HMRC raccoglie ancora le tasse che non vengono devolute alla Scozia.

## Commissione Calman
La legislazione proposta si basava sul rapporto finale della Commissione Calman, che è stata stabilita da una mozione di opposizione del Partito Laburista al Parlamento scozzese nel dicembre 2007, contro la volontà del governo di minoranza del Partito Nazionale Scozzese.
Il professor Jim Gallagher, il funzionario che ha redatto il disegno di legge, è stato nominato per consigliare il Comitato per la legge scozzese del parlamento scozzese, convocato da Wendy Alexander, la cui mozione parlamentare ha avviato l'intero processo di Calman.

## Passaggio
Il disegno di legge è stato presentato alla Camera dei comuni dal Segretario di Stato per la Scozia, Michael Moore, il giorno di Sant'Andrea (30 novembre), 2010, e ha ricevuto una seconda lettura senza opposizione il 27 gennaio 2012.
Il governo del Regno Unito ha dichiarato che non avrebbe approvato il disegno di legge a meno che non avesse ottenuto una mozione di approvazione legislativa dal Parlamento scozzese, sebbene il Parlamento del Regno Unito avrebbe potuto approvare il disegno di legge in ogni caso. Il Partito Nazionale Scozzese al governo ha indicato di voler bloccare il disegno di legge. Tuttavia, dopo che è stato raggiunto un accordo tra i due governi il 21 marzo 2012, il Parlamento scozzese ha approvato all'unanimità una mozione di approvazione legislativa in merito al disegno di legge il 18 aprile 2012.

## Reazione e analisi
Il Segretario di Stato per la Scozia, Michael Moore, ha descritto la legislazione come il più grande trasferimento di poteri fiscali dal governo centrale dalla creazione del Regno Unito.
Anche se lo Scottish National Party ha sostenuto alcune parti del disegno di legge come introdotto, si è opposto ad altre. In particolare, ha ritenuto che le proposte relative all'imposta sul reddito fossero viziate. Tuttavia, l'SNP ha accettato di sostenere il disegno di legge, dopo che le proposte di restituzione di alcuni poteri sono state abbandonate, ed è stato raggiunto un accordo sul fatto che i dettagli delle modifiche all'imposta sul reddito sarebbero stati soggetti all'approvazione degli MSP. Dopo che il disegno di legge ha ricevuto il consenso legislativo dal parlamento scozzese, il segretario di gabinetto per la strategia parlamentare e di governo, Bruce Crawford, MSPha sostenuto che, sebbene il disegno di legge non avrebbe danneggiato gli interessi scozzesi, rappresentava un'opportunità mancata ed era stato superato dagli eventi, in particolare il ritorno di un governo di maggioranza SNP nel 2011 e il conseguente referendum sull'indipendenza.

## Emendamento
Esiste una proposta di modifica della sezione 57 (2) dello Scotland Act 1998, che prevede che il Lord avvocato, in quanto membro del governo scozzese, non abbia il potere di fare nulla in violazione dei diritti della Convenzione europea. Dato che, oltre ad essere il consigliere e il rappresentante del governo scozzese nel diritto scozzese, il Lord avvocato è a capo del sistema di azione penale in Scozia e ogni procedimento giudiziario in un tribunale scozzese procede con la sua autorità, questa disposizione consente effettivamente qualsiasi questione dei diritti umani sollevata in qualsiasi procedimento penale in Scozia per essere effettivamente appellata alla Corte suprema del Regno Unito come "questione di devolution" costituzionale. 
La Corte suprema è composta da due giudici della Corte suprema scozzesi e dieci giudici di altre parti del Regno Unito. Quando si esaminano i ricorsi, la Corte suprema si riunisce con un collegio di almeno cinque giudici, quindi anche se entrambi i giudici scozzesi sono presenti per un appello scozzese, la maggioranza del banco sarà composta da giudici che potrebbero non essere particolarmente esperti nel diritto scozzese e nella procedura penale. Secondo Lord Hope di Craighead, vicepresidente della Corte suprema, i giudici non scozzesi in pratica rimanderanno ai loro colleghi scozzesi i casi scozzesi e spesso concorderanno semplicemente con le sentenze scritte dai giudici scozzesi. Tuttavia, la situazione è vista da alcuni, compreso il governo scozzese, come una minaccia per lo status dell'Alta corte di giustizia come ultima corte d'appello in materia penale nel diritto scozzese e persino nel minare l'integrità della legge scozzese. L'avvocato generale per la Scozia ha chiesto a un gruppo di esperti, presieduto da Sir David Edward, di esaminare la questione e formulare raccomandazioni, che hanno portato agli emendamenti allo Scotland Act proposti dal governo del Regno Unito. Il governo scozzese rimane preoccupato per il fatto che gli emendamenti potrebbero non affrontare completamente la questione, in particolare a seguito della decisione della Corte suprema in Fraser v HM Advocate, e ha nominato il proprio gruppo di esperti, presieduto da Lord McCluskey, per esaminare la questione e riferire.